# Ромашки (платформа)
Рома́шки — платформа Каменногорского направления Октябрьской железной дороги. Находится севернее посёлка Ромашки Ромашкинского сельского поселения Приозерского района Ленинградской области, на 13,7 км перегона Лосево-1 — Дружное.
Расположена на двухпутном электрифицированном участке.

## Состояние на 2019 год
По состоянию на май 2019 года обе посадочные платформы пребывают в замороженном состоянии: строительство не ведётся, полностью отсутствует лестницы для спуска / подъёма на платформу. Пассажирские павильоны и столбы уличного освещения отсутствуют. Табличка с названием остановочного пункта имеется только на нечётной платформе.
Проектирование и строительство линии ведутся с 2010 года. Планируемый ввод в эксплуатацию — 2019 год. В июне 2018 года «Интерфакс», со ссылкой на постановление, подписанное премьер-министром Дмитрием Медведевым, сообщил что правительство РФ направит дополнительные 1,79 млрд рублей на достройку линии Лосево — Каменногорск.

## Галерея

Платформа Ромашки
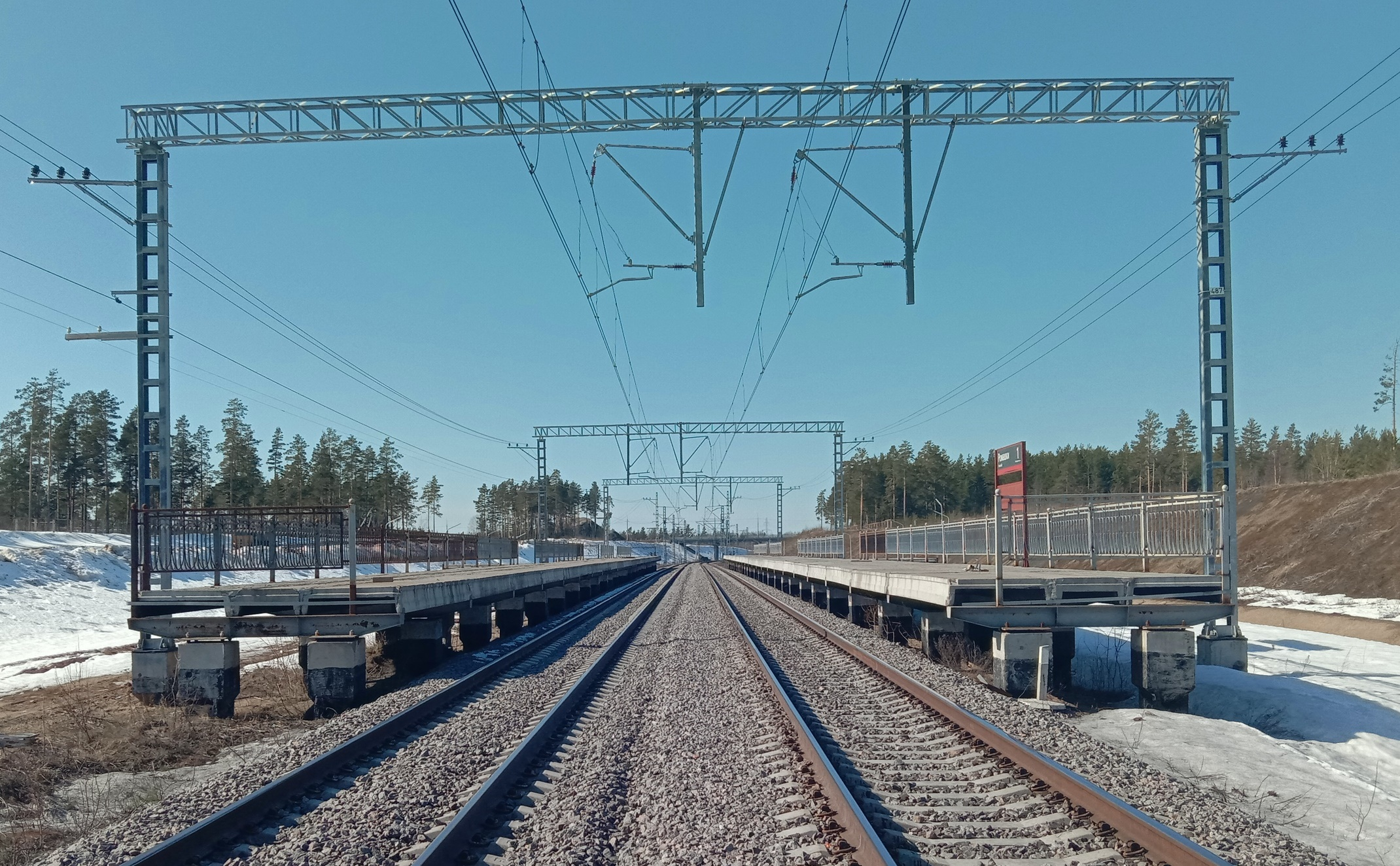
Вид в сторону ст. Дружное.
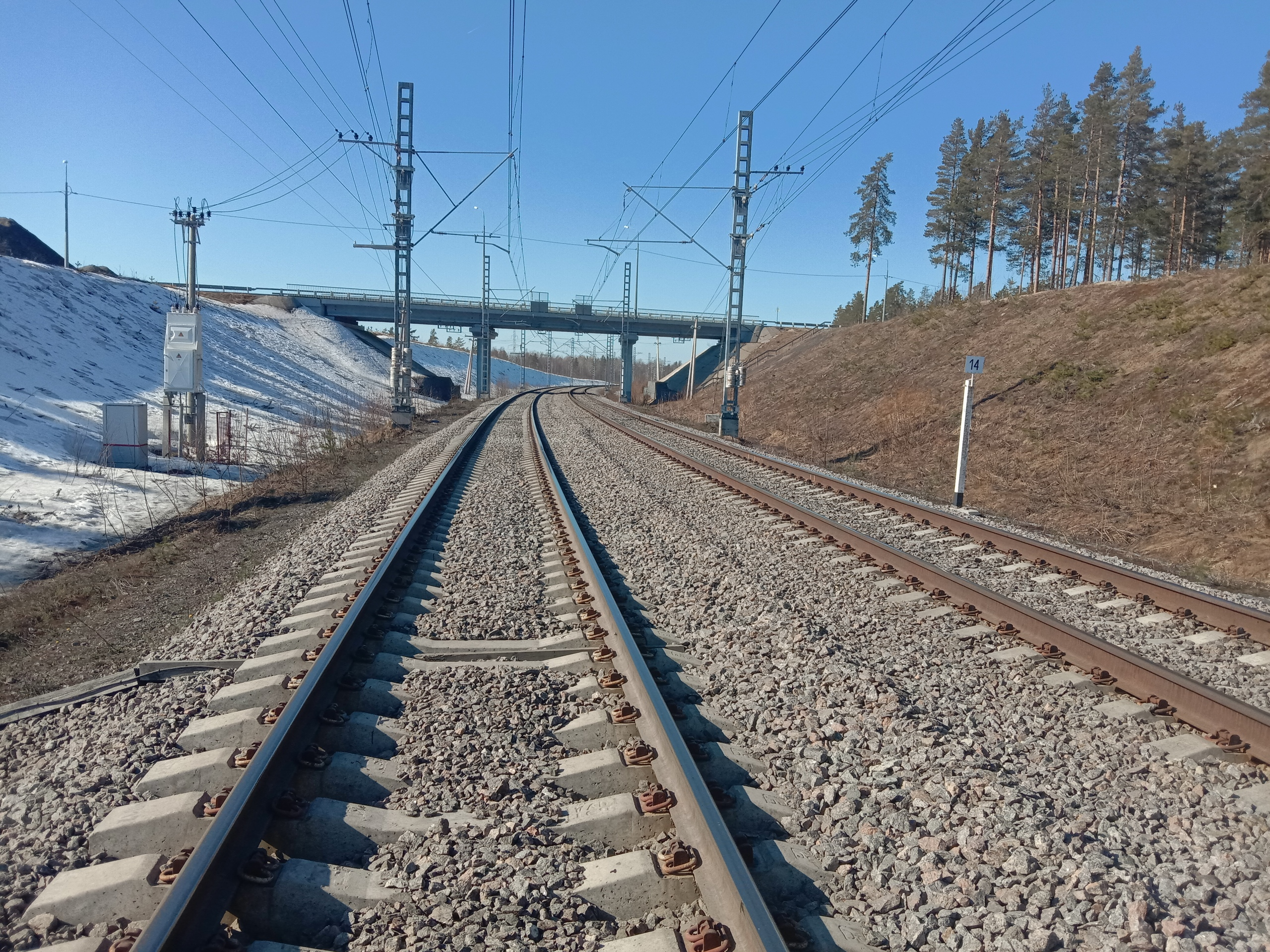
Путепровод на северо-западе от остановочного пункта.
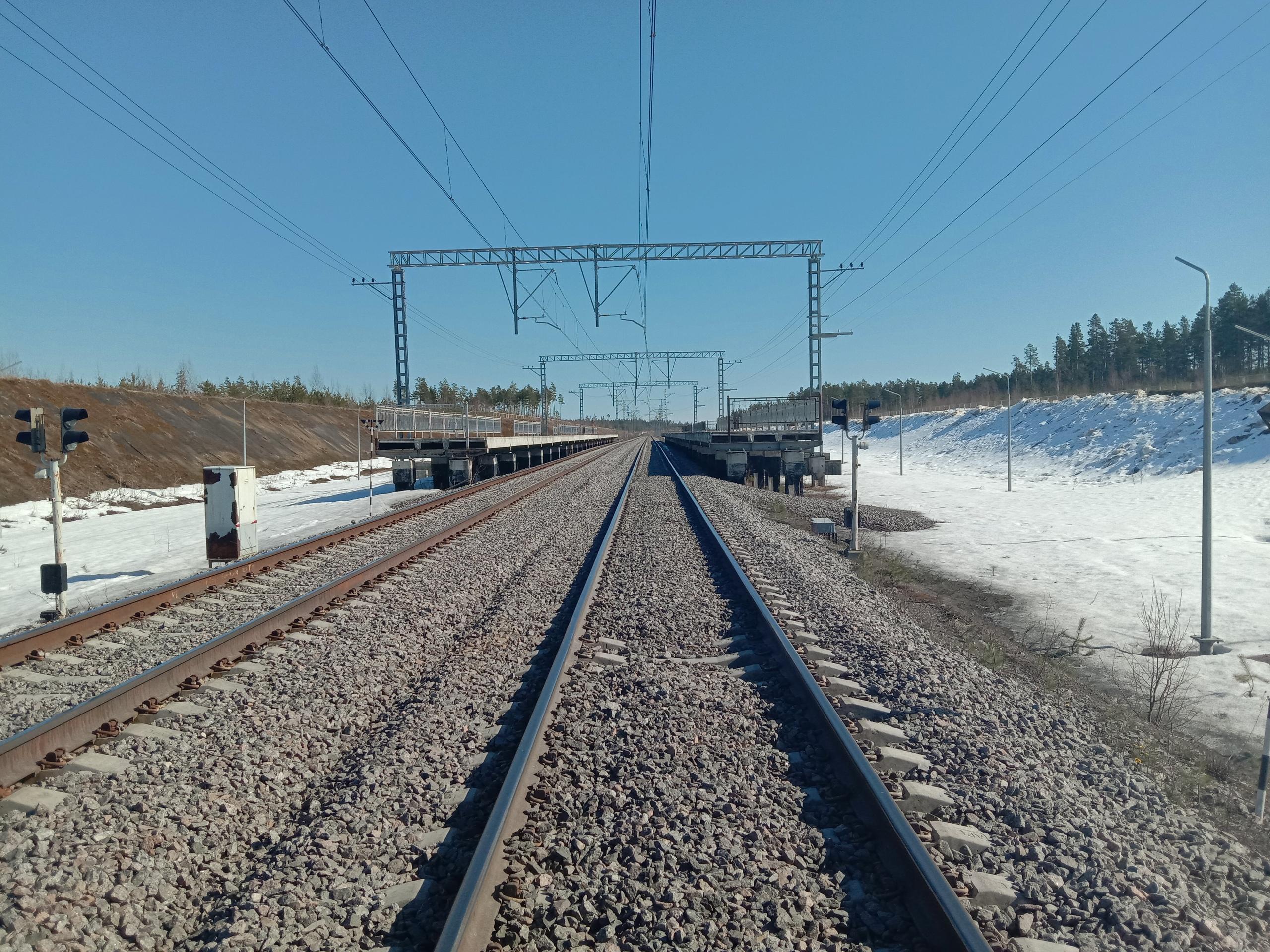
Вид в сторону ст. Лосево 1.